# Biserica de lemn din Chidea

Iconostasul bisericii de lemn din Chidea, județul Cluj, 2008

Maica Domnului cu Pruncul

Biserica de lemn din Chidea, comuna Vultureni, județul Cluj, datează din anul 1764 . Are hramul „Sfântul Gheorghe”. Biserica se află pe noua listă a monumentelor istorice sub codul LMI:  CJ-II-m-B-07564.

## Localitatea
Chidea (în maghiară Kide) este un sat în comuna Vultureni din județul Cluj, Transilvania, România. Prima mențiune documentară este din anul 1332, cu denumirea Kyde.

## Istoric și trăsături
Este o construcție modestă ca dimensiuni, construită din bârne de stejar, în anul 1764. Planul este compus din pronaos, naos și altar poligonal. Turnul-cloptniță are forma unei prisme, cu secțiunea din plan pătrată, încoronat cu un coif scund, tronconic, acoperit cu șindrilă. Pe latura de est a absidei altarului a fost practicată o fereastră, ulterior lărgită, fapt dovedit de fragmentul de inscripție (17...) incizat pe grinda alăturată. Intrarea aflată pe latura sudică a pronaosului are usciorii decorați cu rozete și motive romboidale. La interior pronaosul este tăvănit, iar naosul acoperit de o boltă semicilindrică.
Picturile interioare au fost acoperite de un strat opac de vopsea. Prestolul de piatră este acoperit cu un relief plat și are o inscripție, cu caractere chirilice, din anul 1764. Aceeași dată poate fi citită și pe una dintre icoanele tâmplei.

## Imagini din exterior

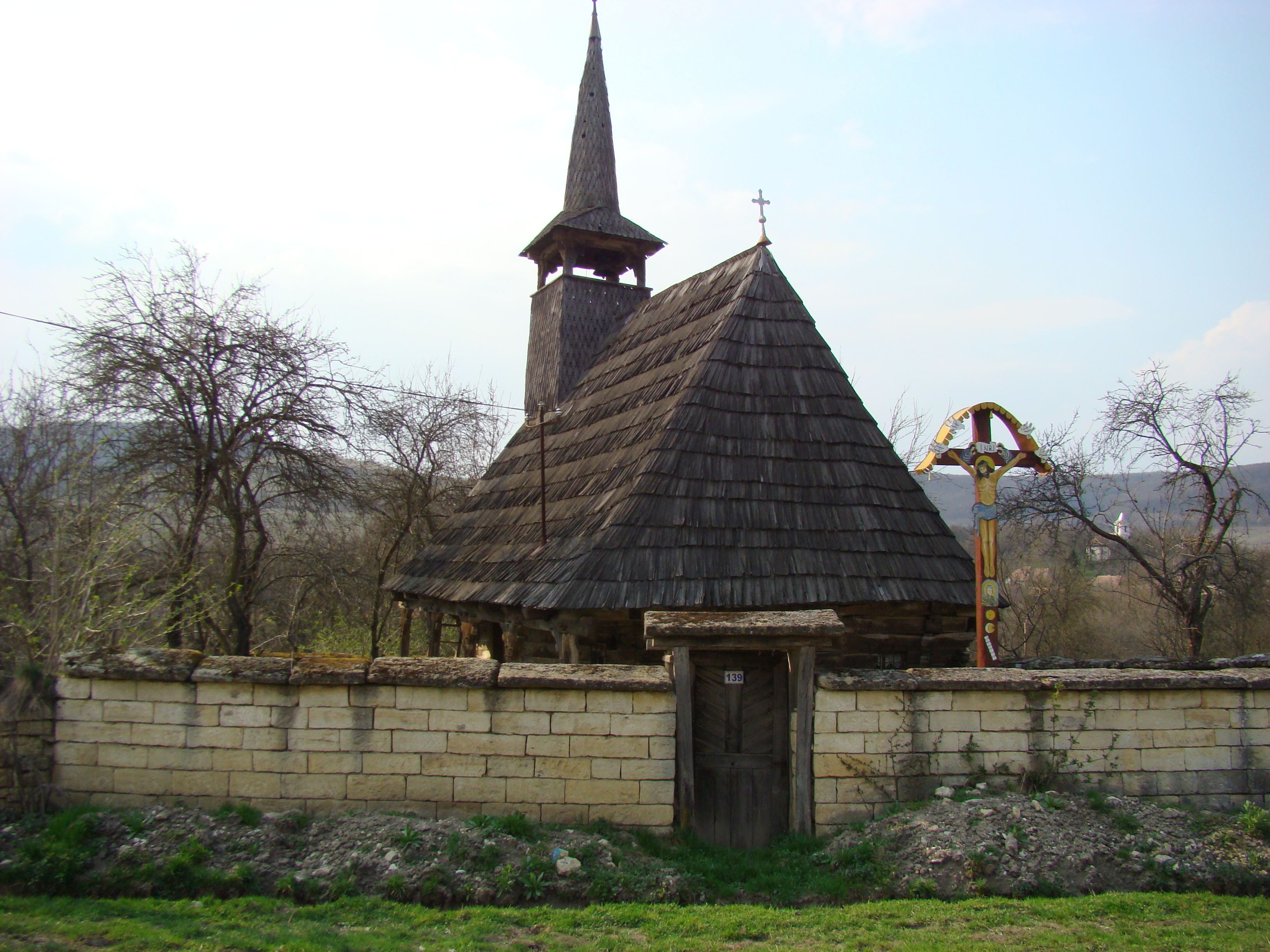
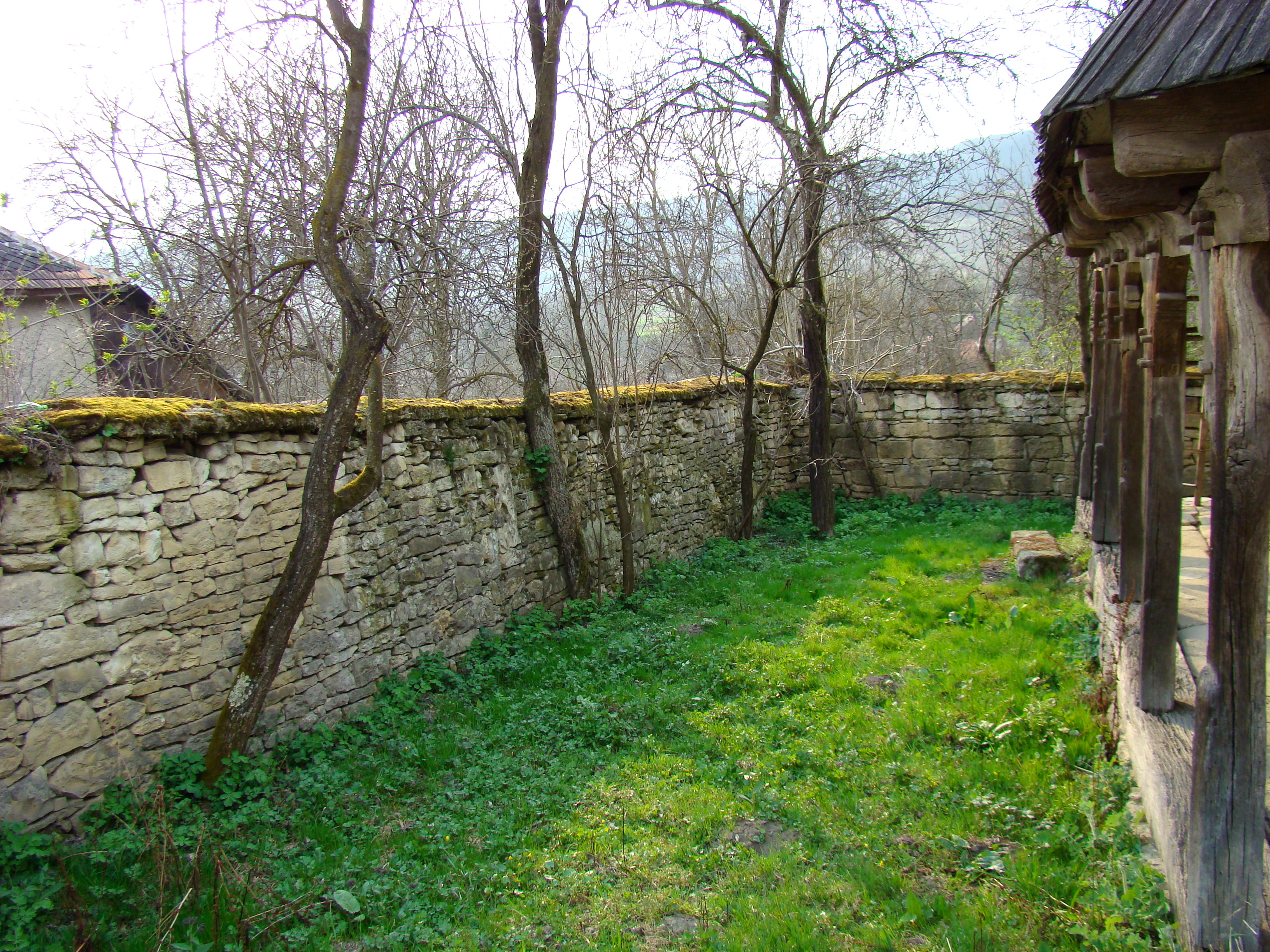
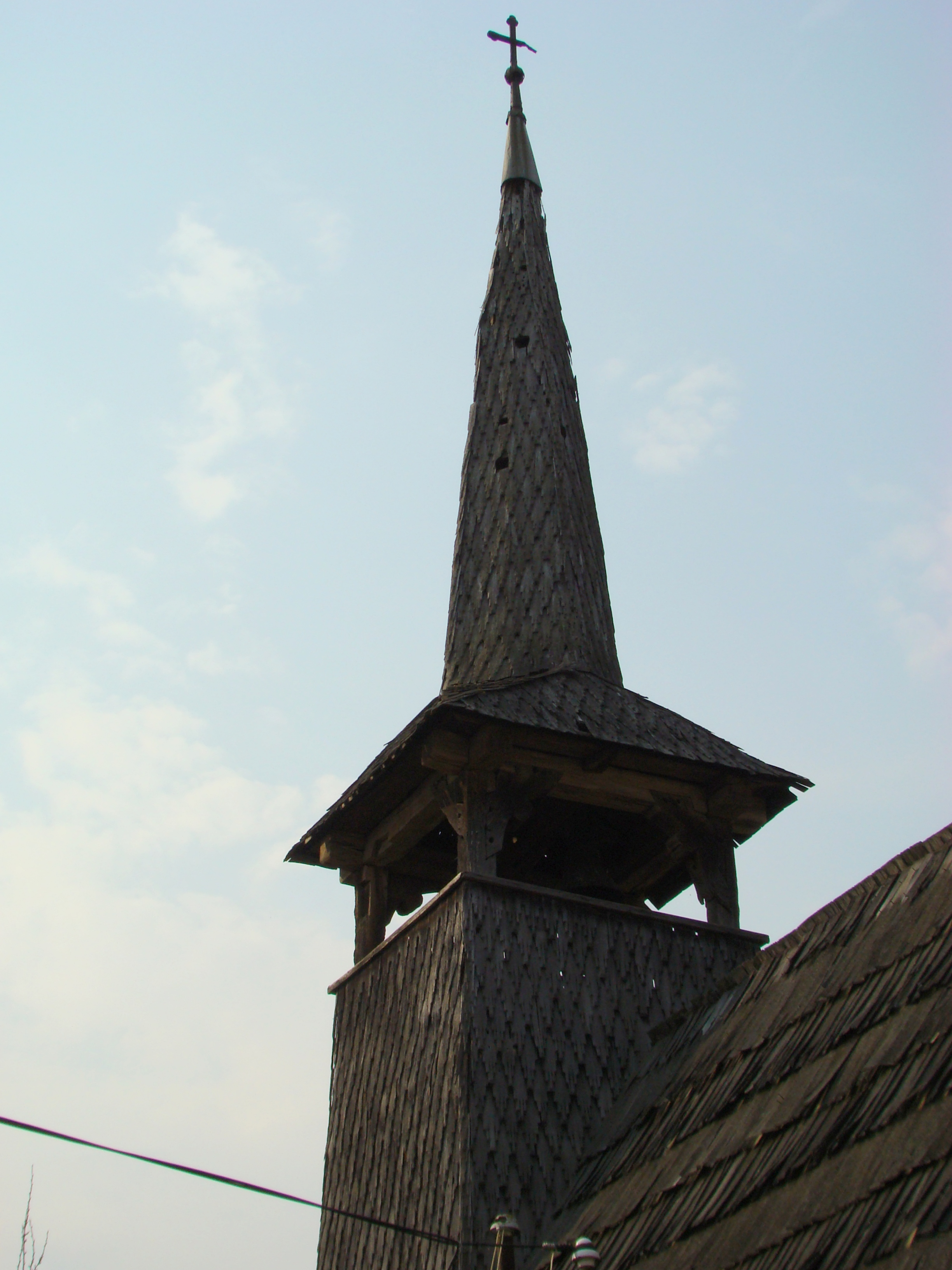
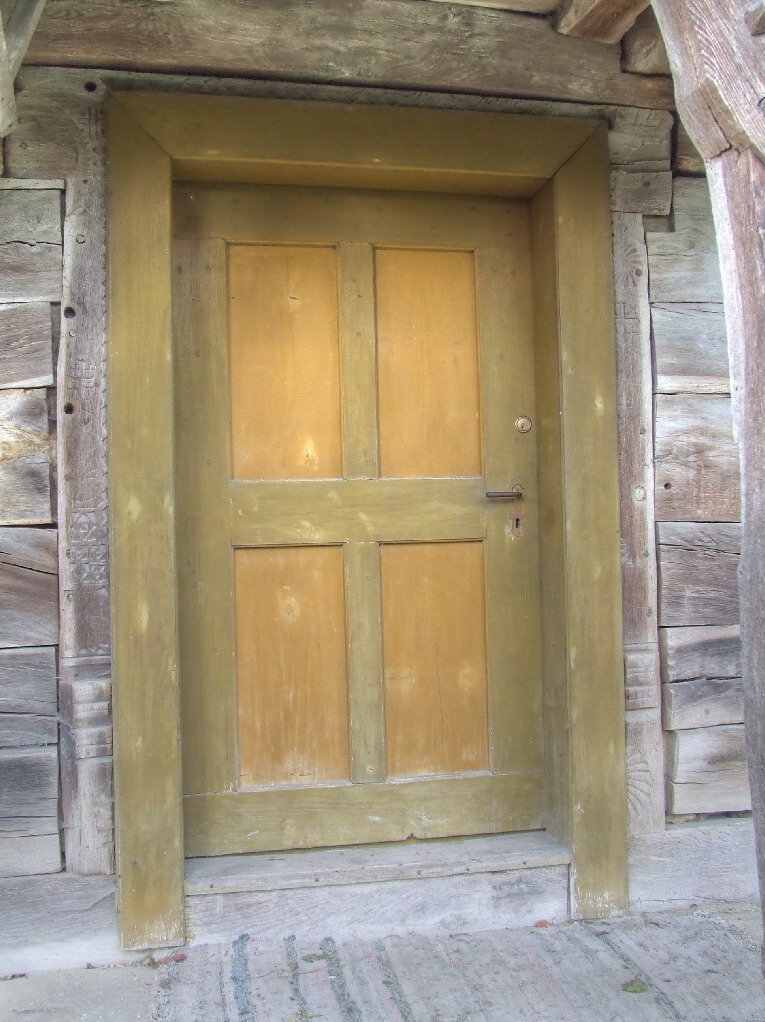
Portalul intrării
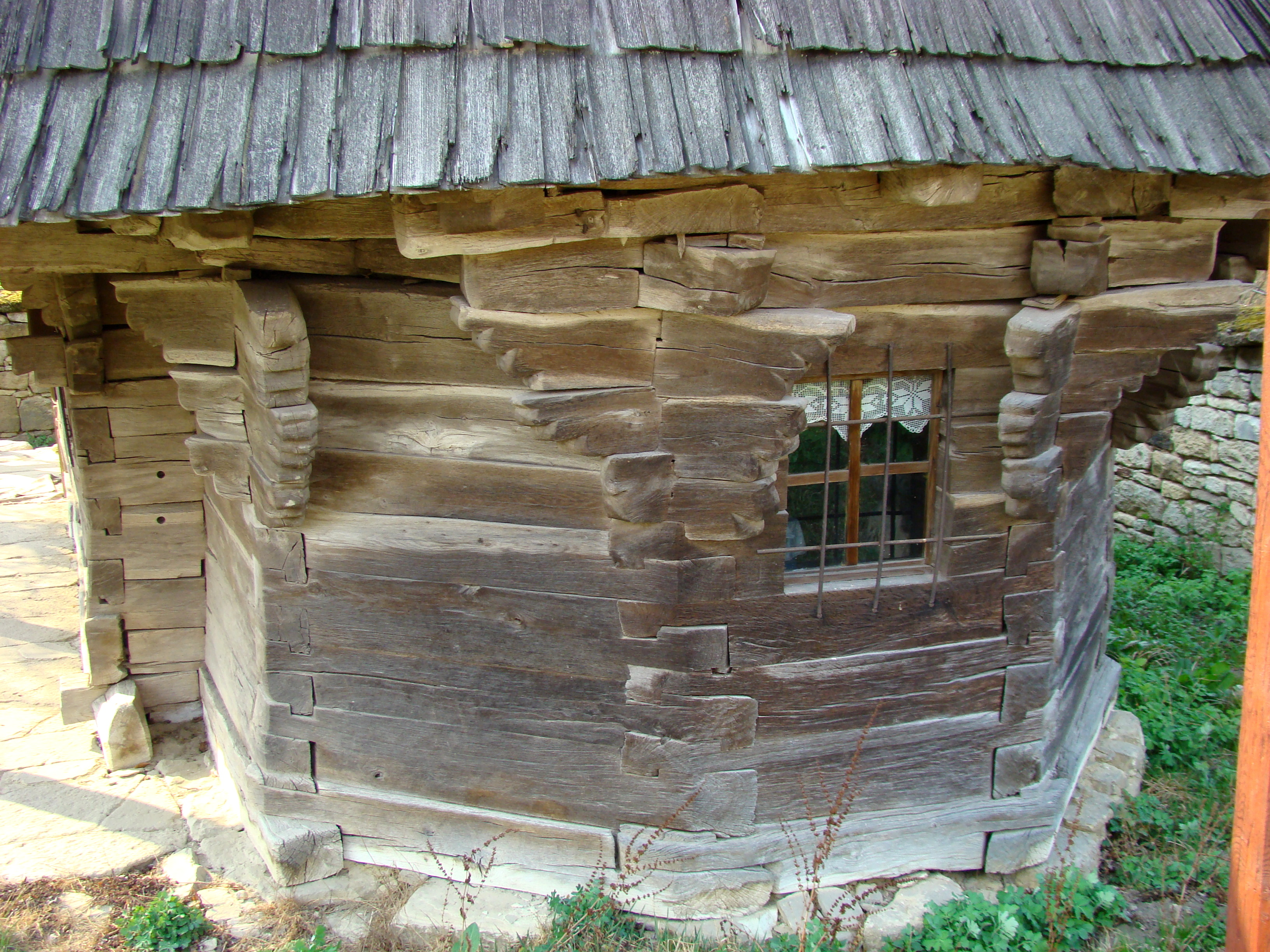
Absida altarului
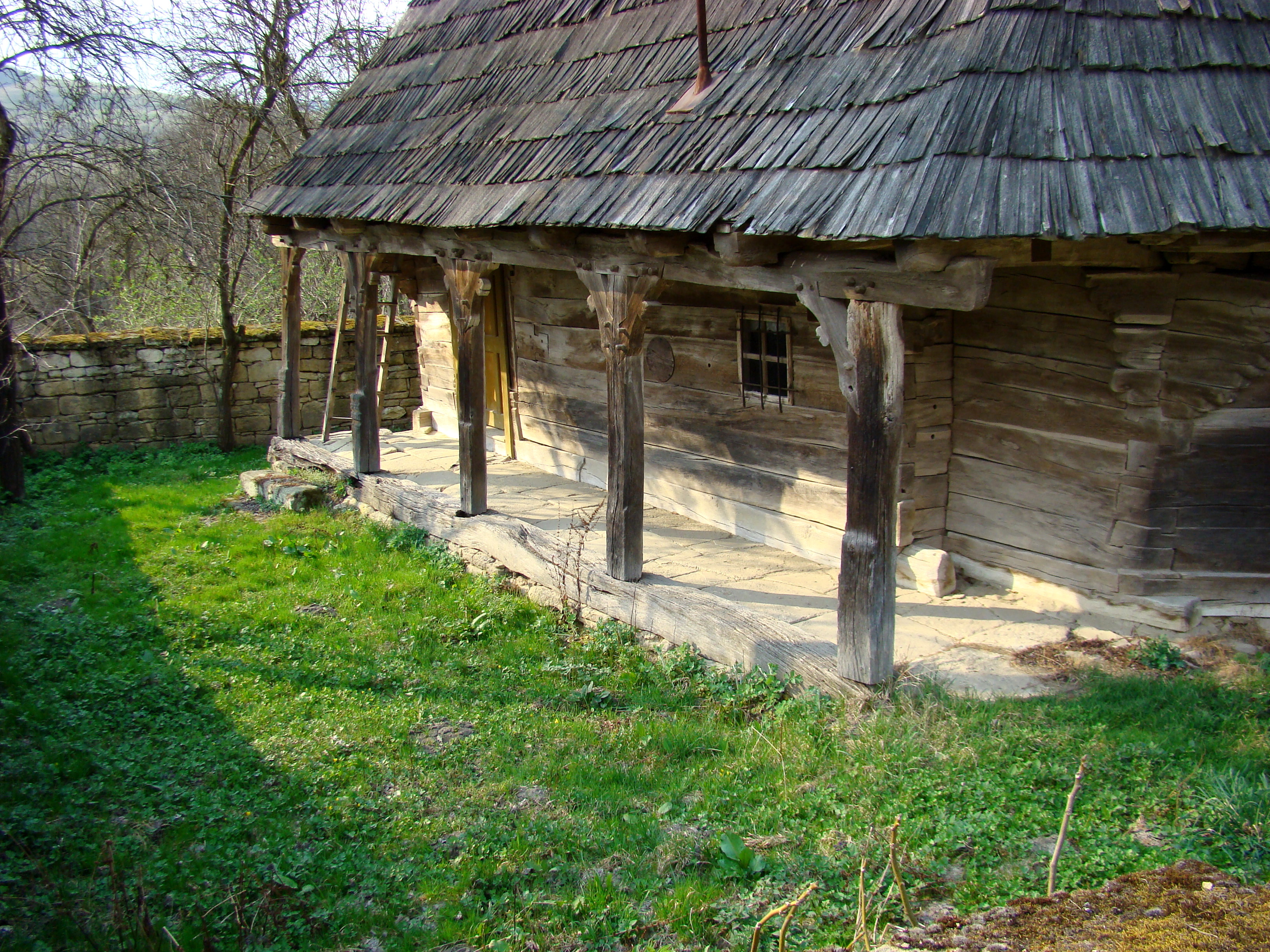
Latura de sud
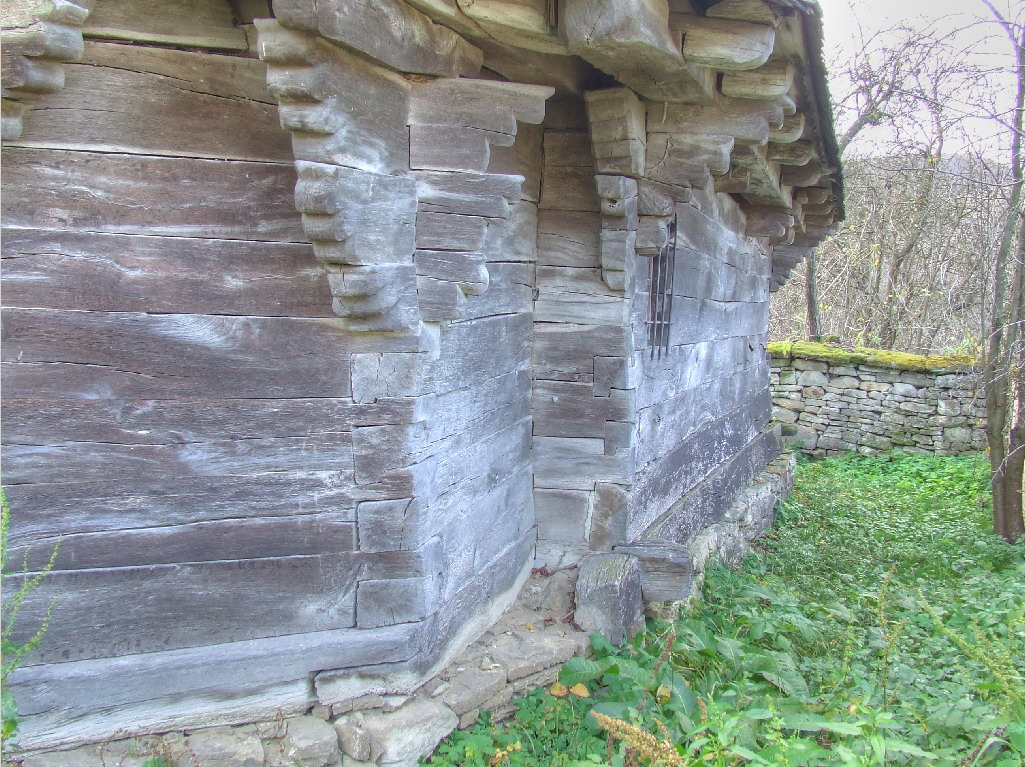
Latura de nord
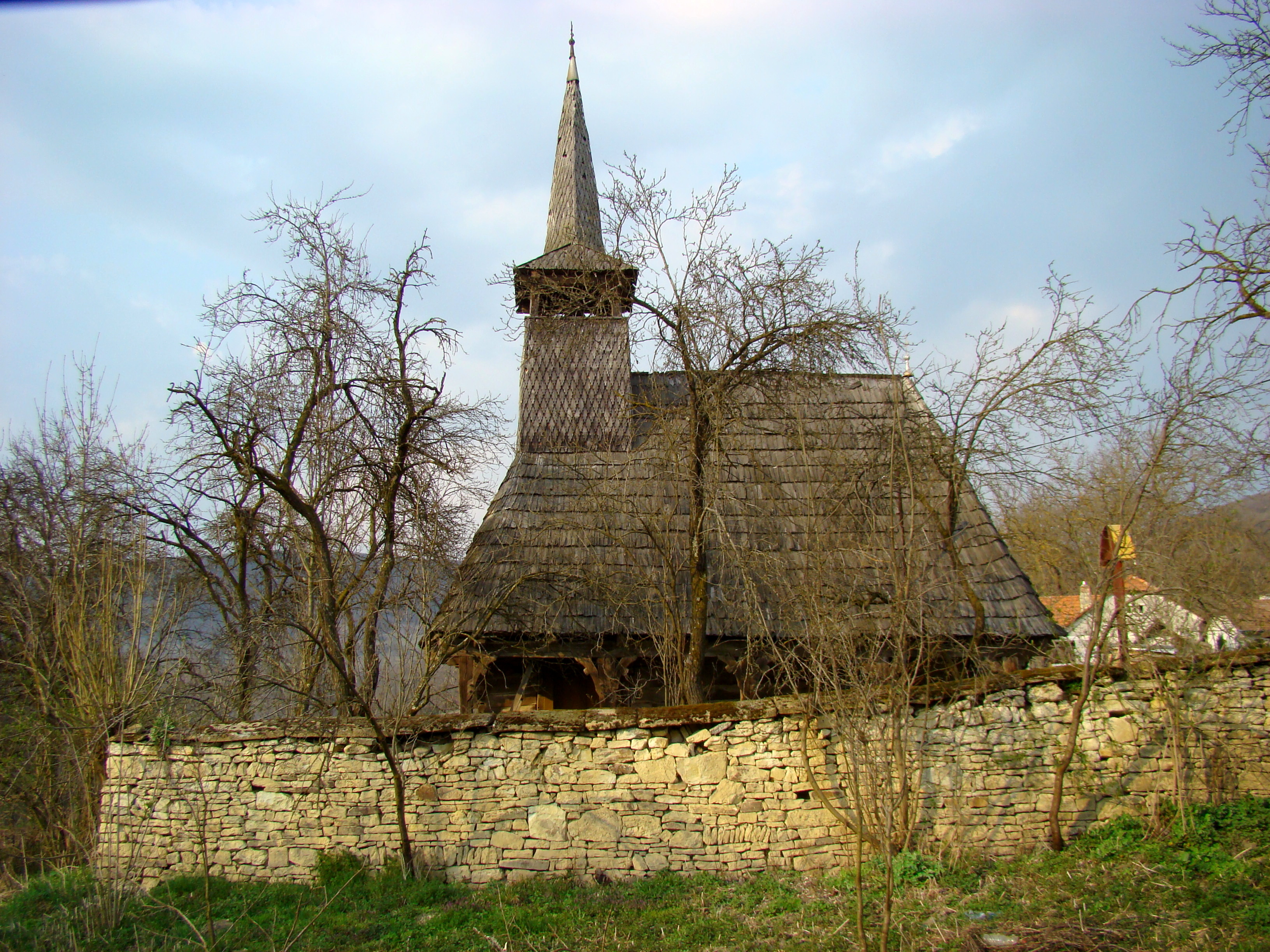
Vedere de ansamblu
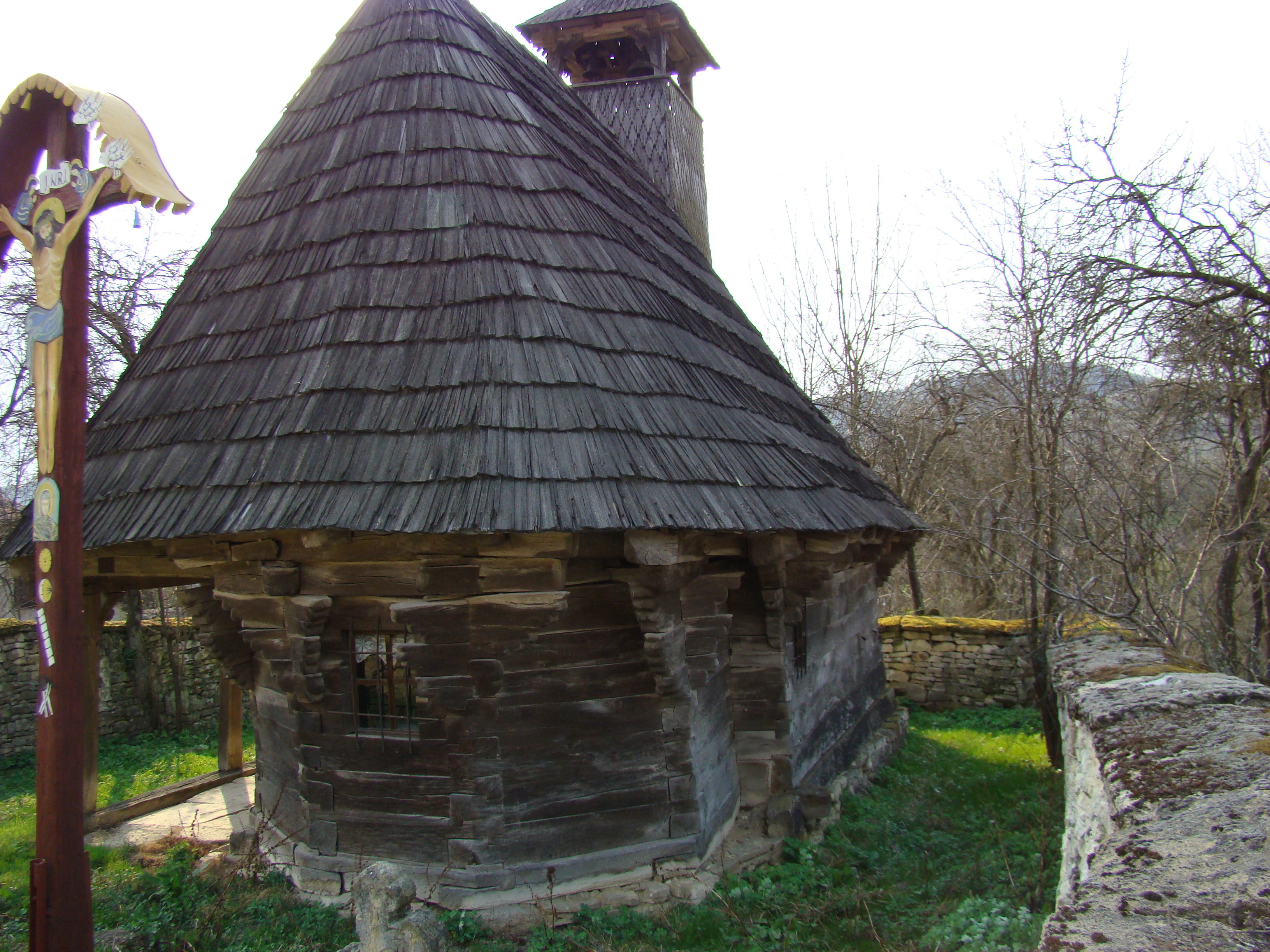
Vedere generală din est
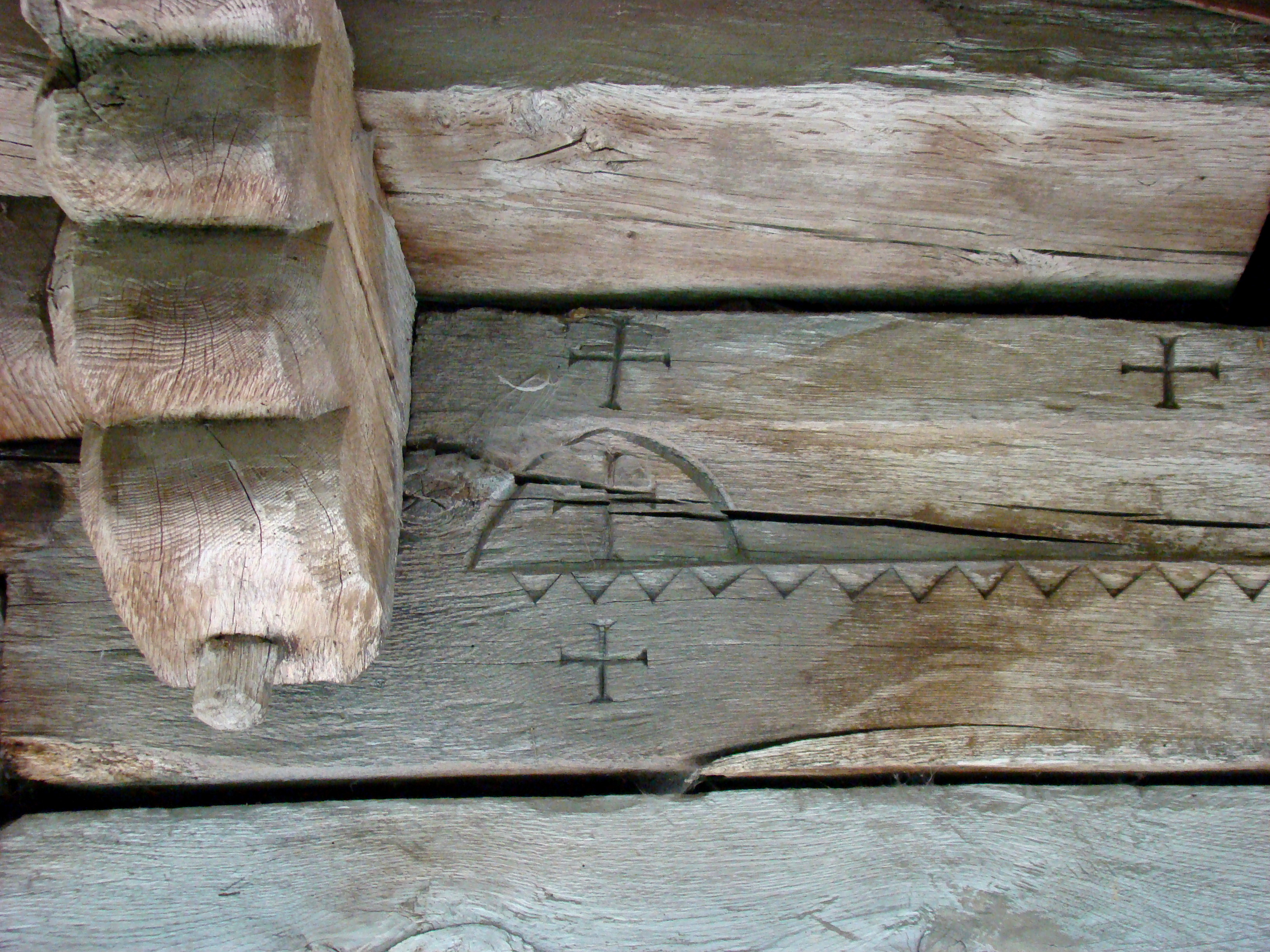
Decoraţiuni exterioare
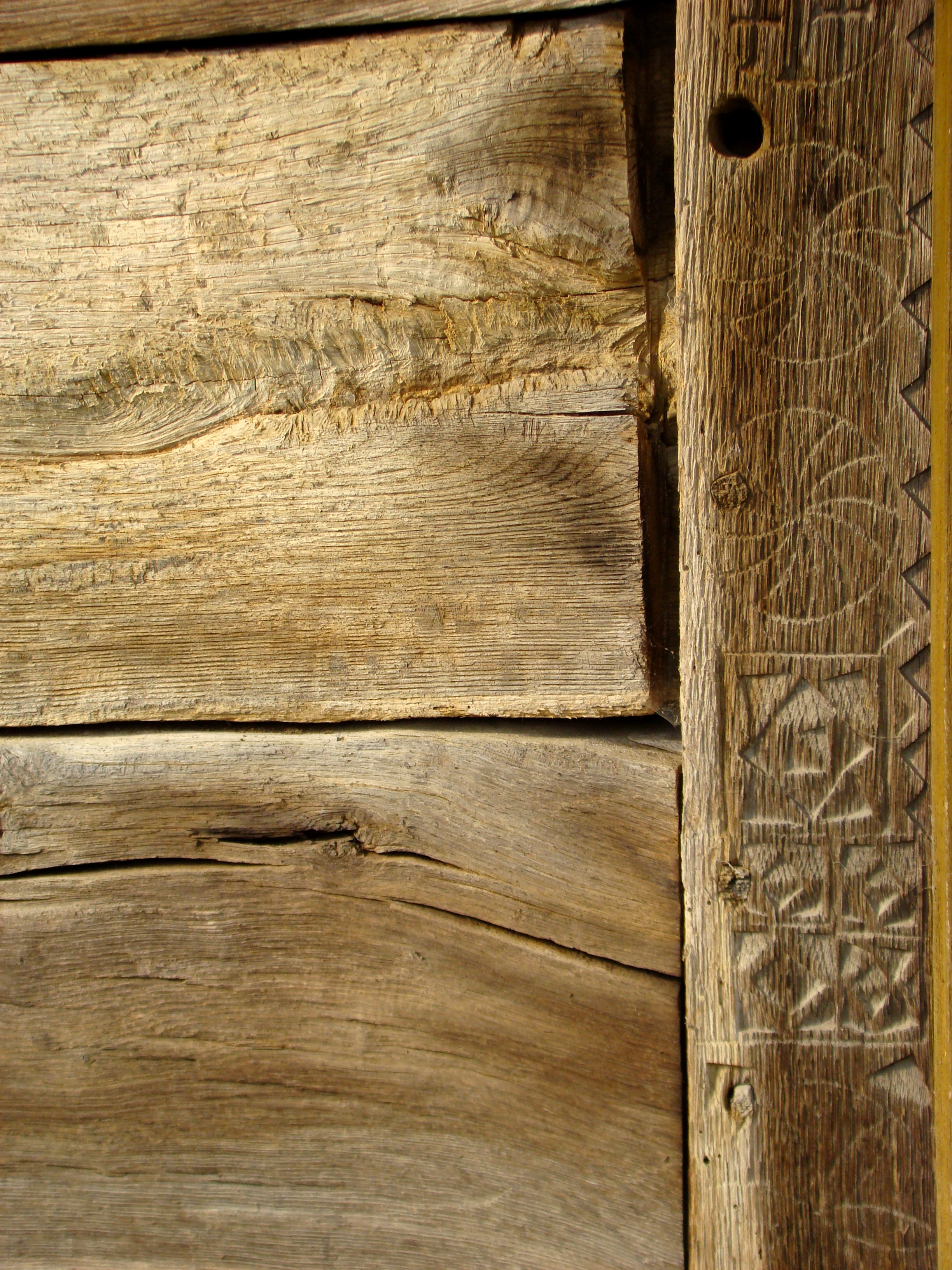
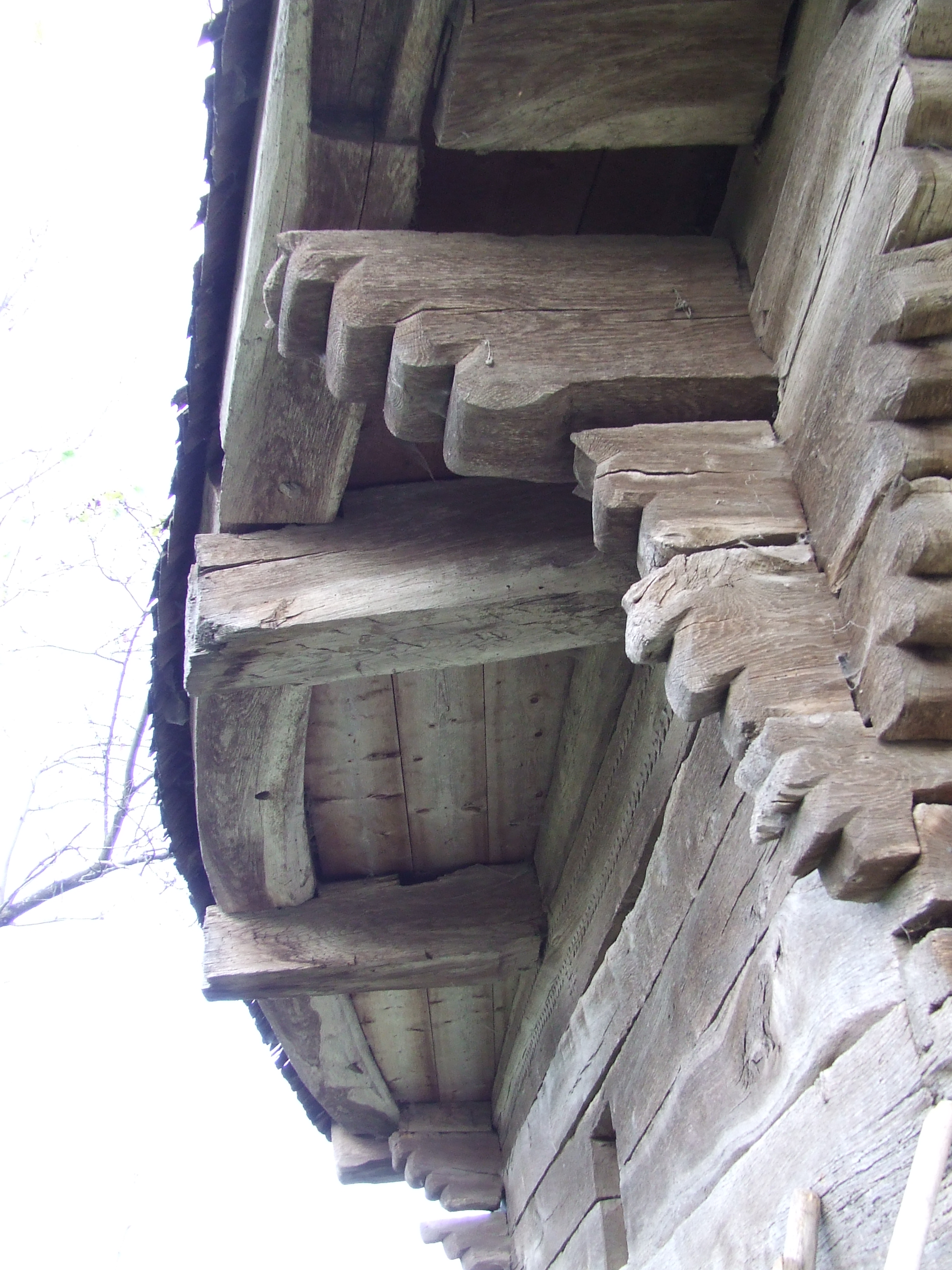
Sub streaşină. Latura de vest.
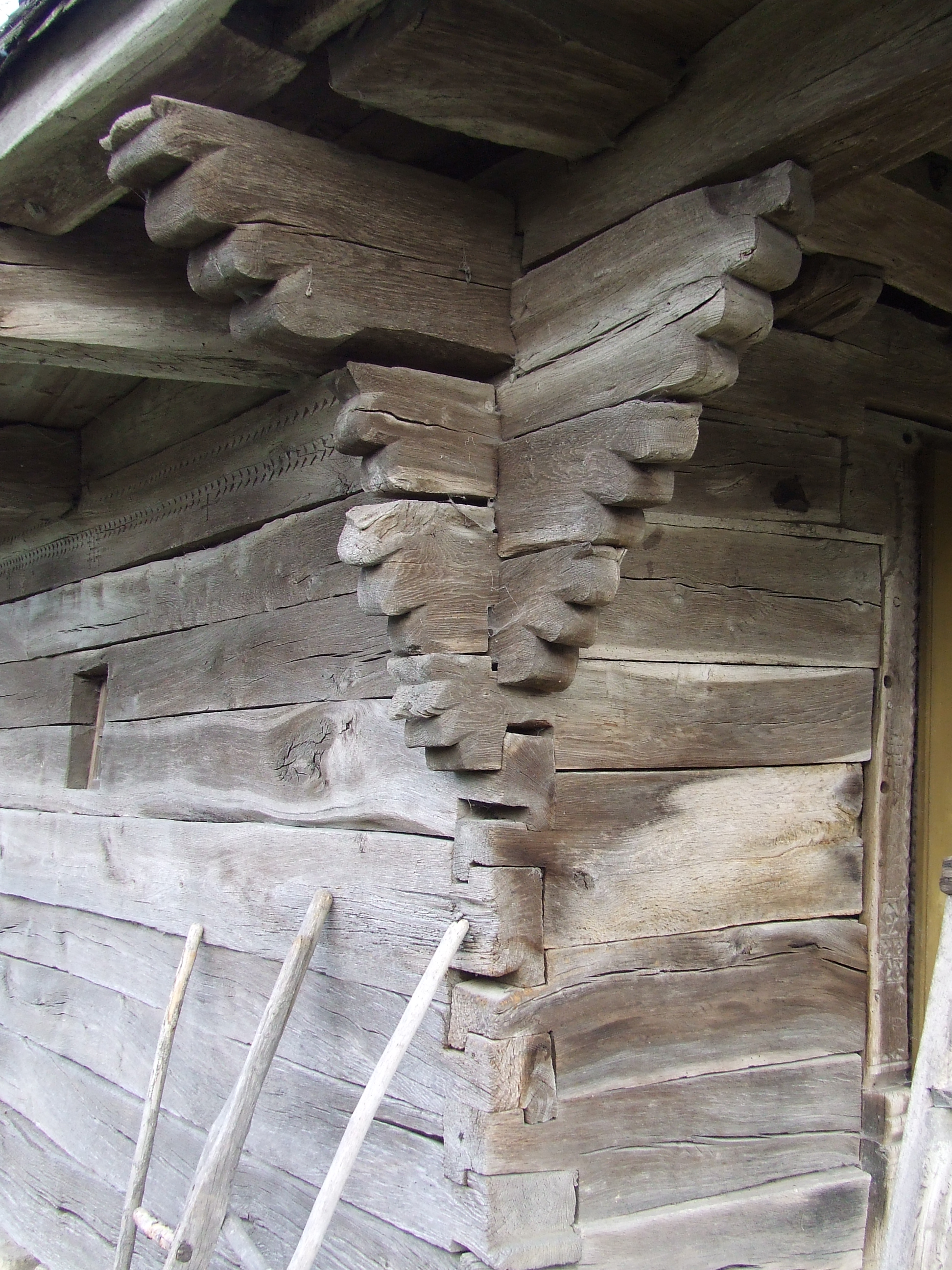
Îmbinare
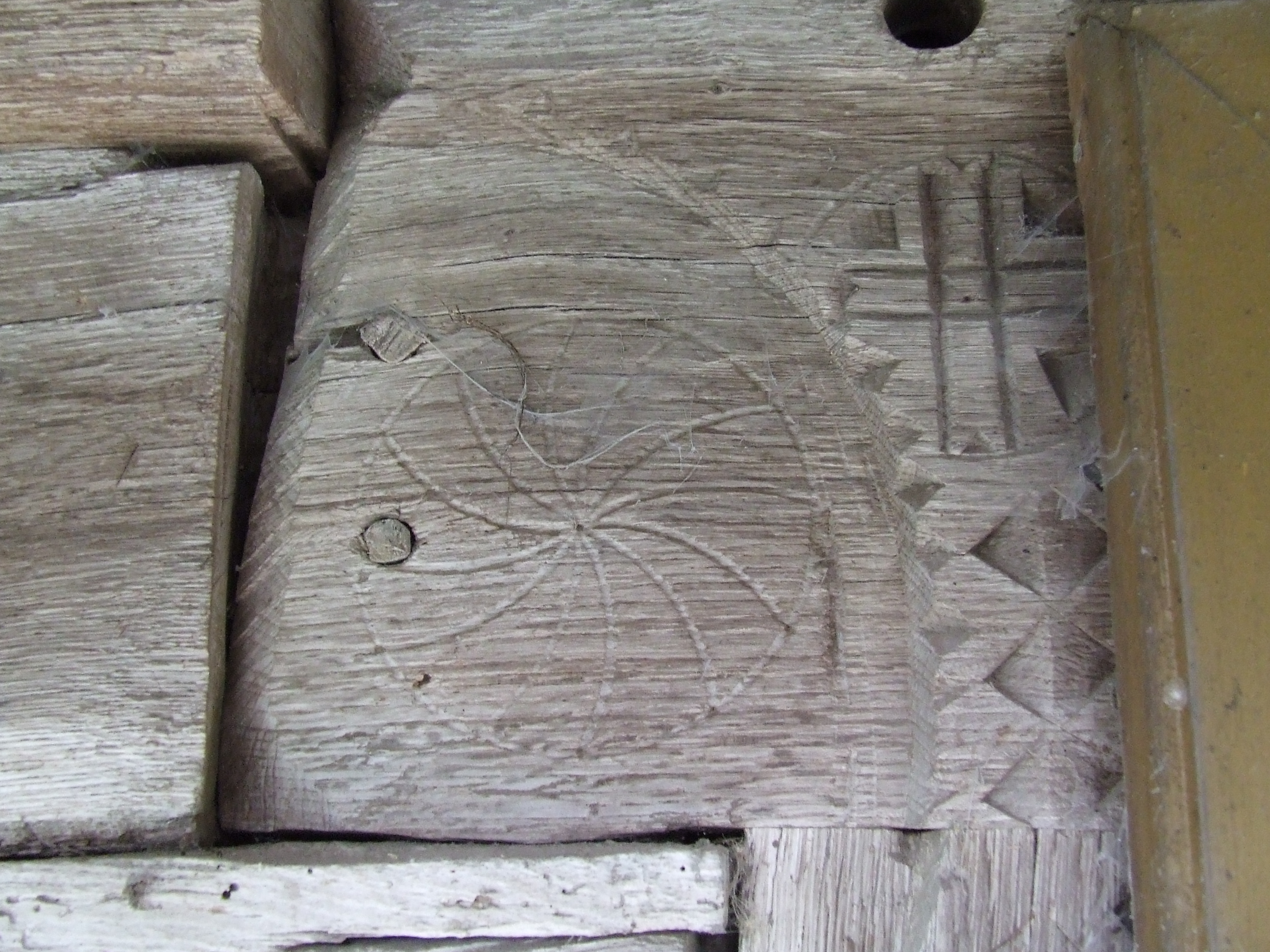
Detaliu portal
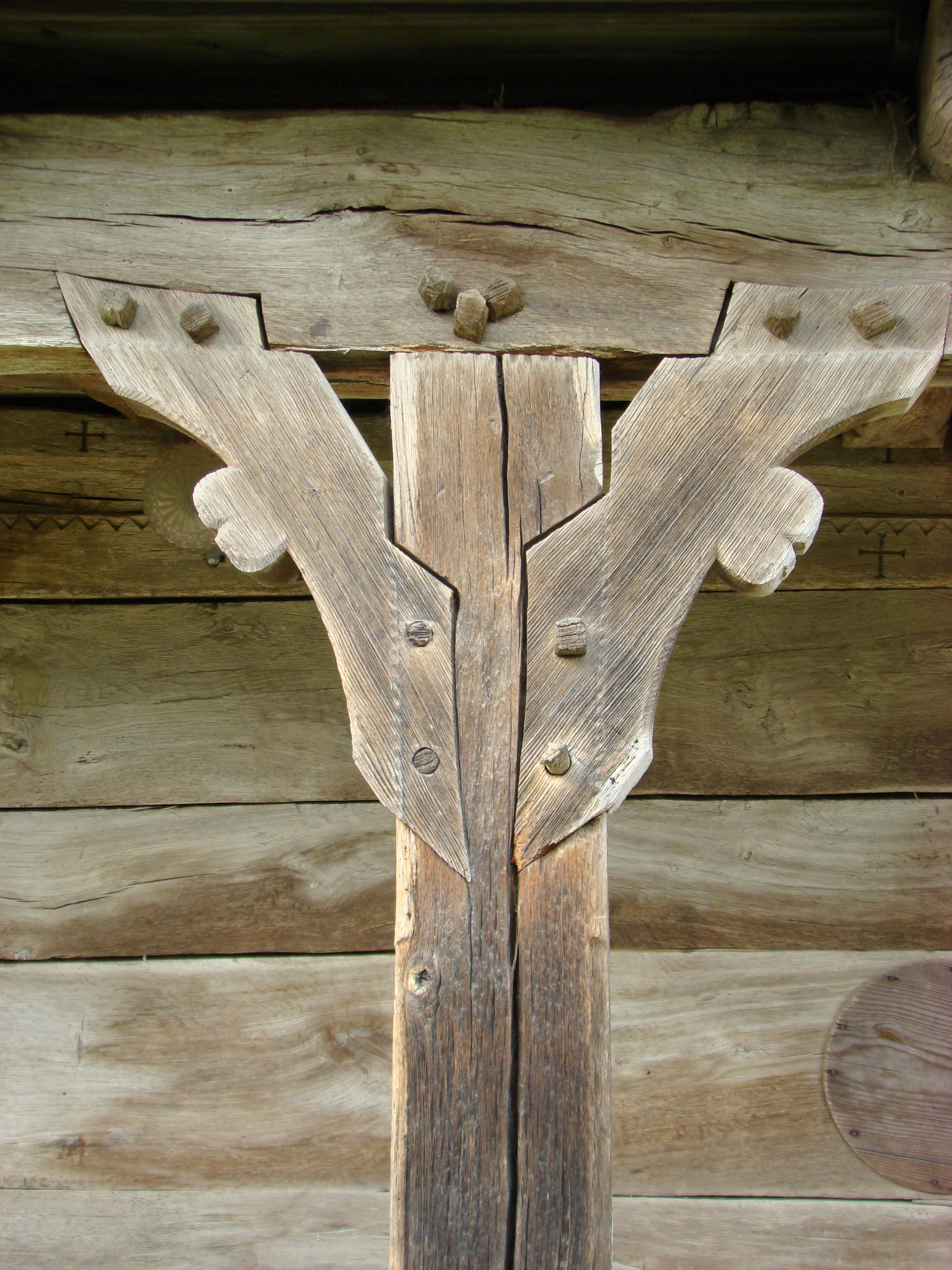
Stâlp de la prispă

## Imagini din interior

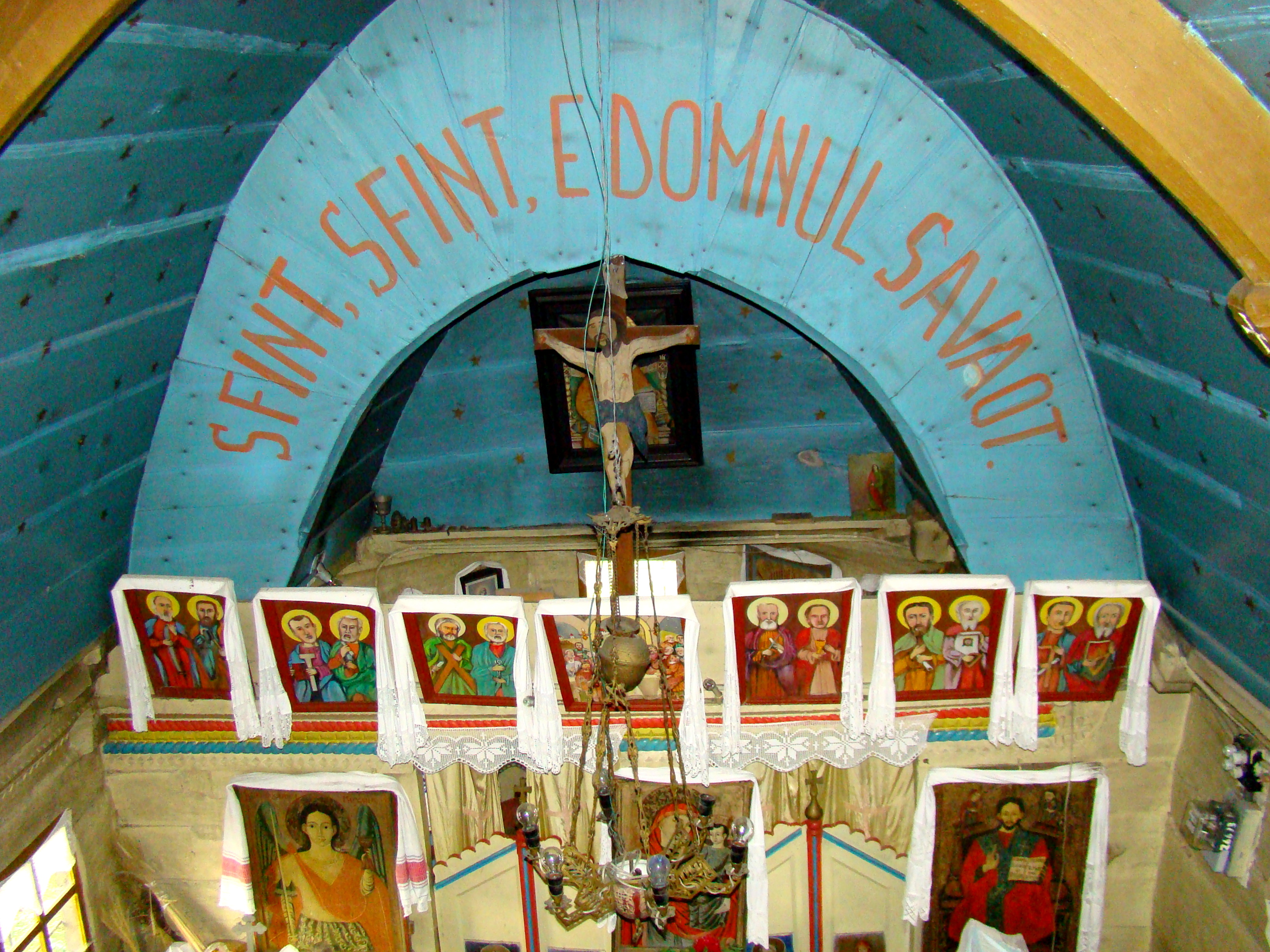
Iisus binecuvântând
Arhanghelul Mihail
Sfântul Nicolae
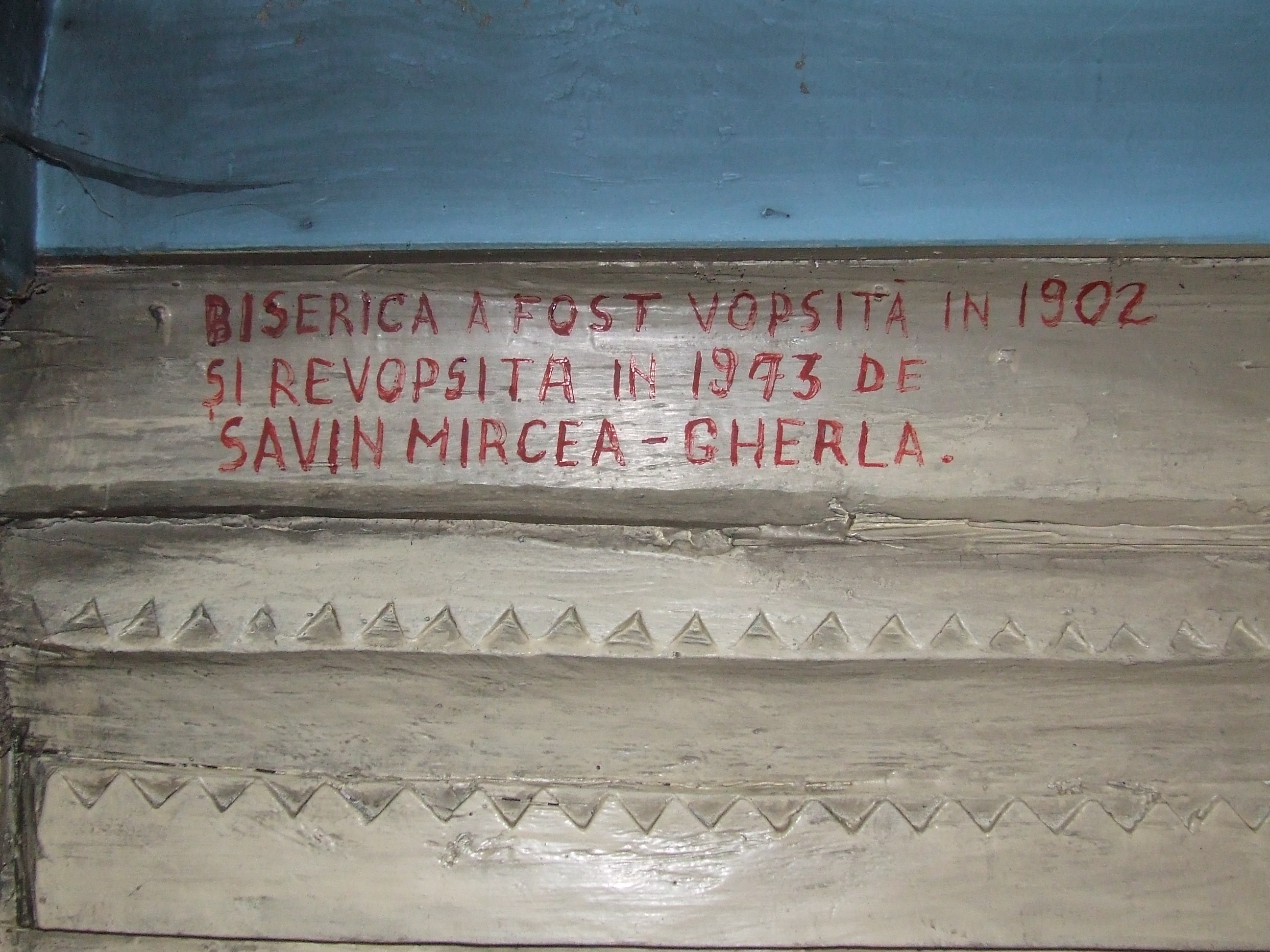
Inscripţia din naosul bisericii
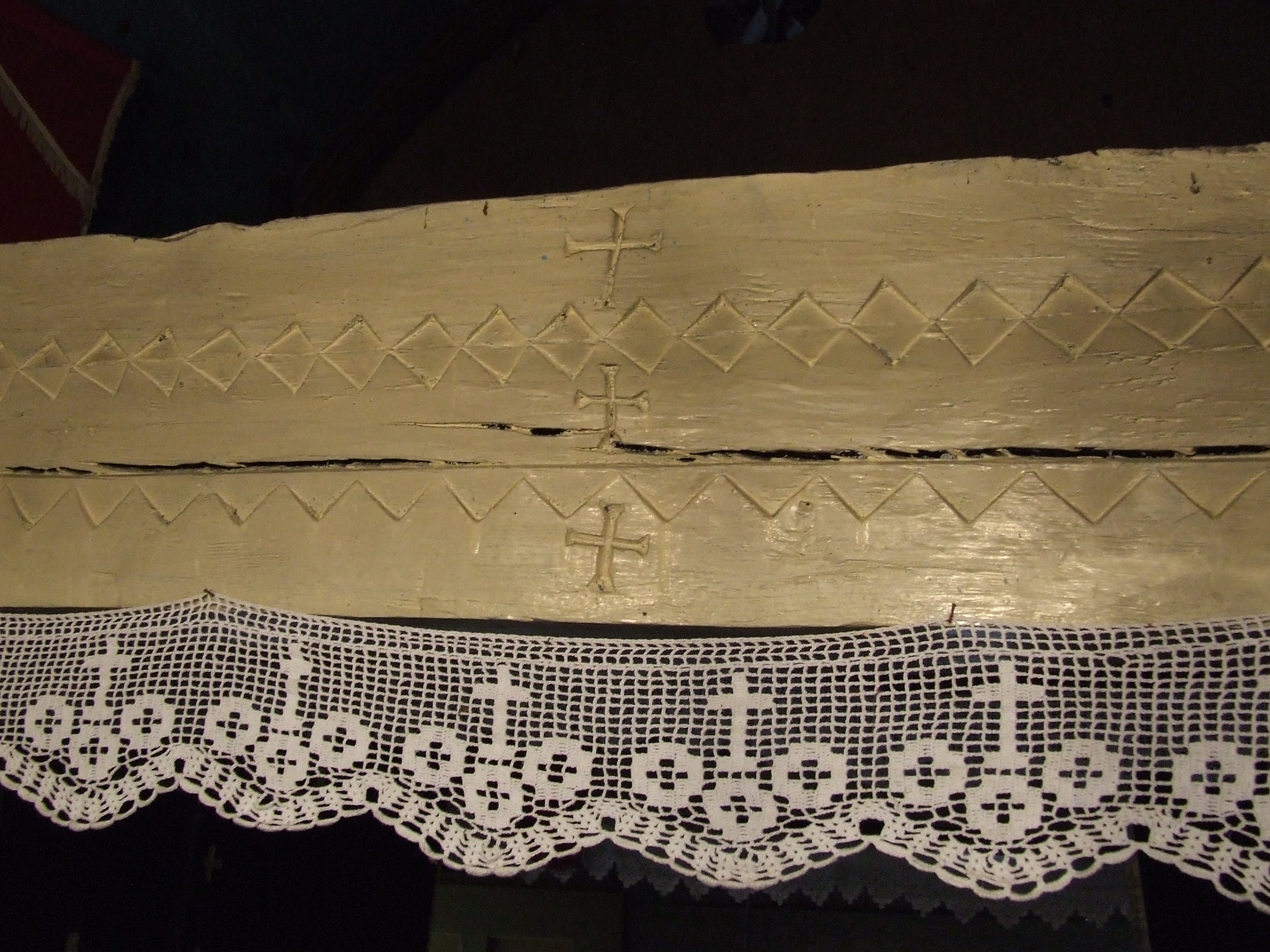
Detaliu grindă
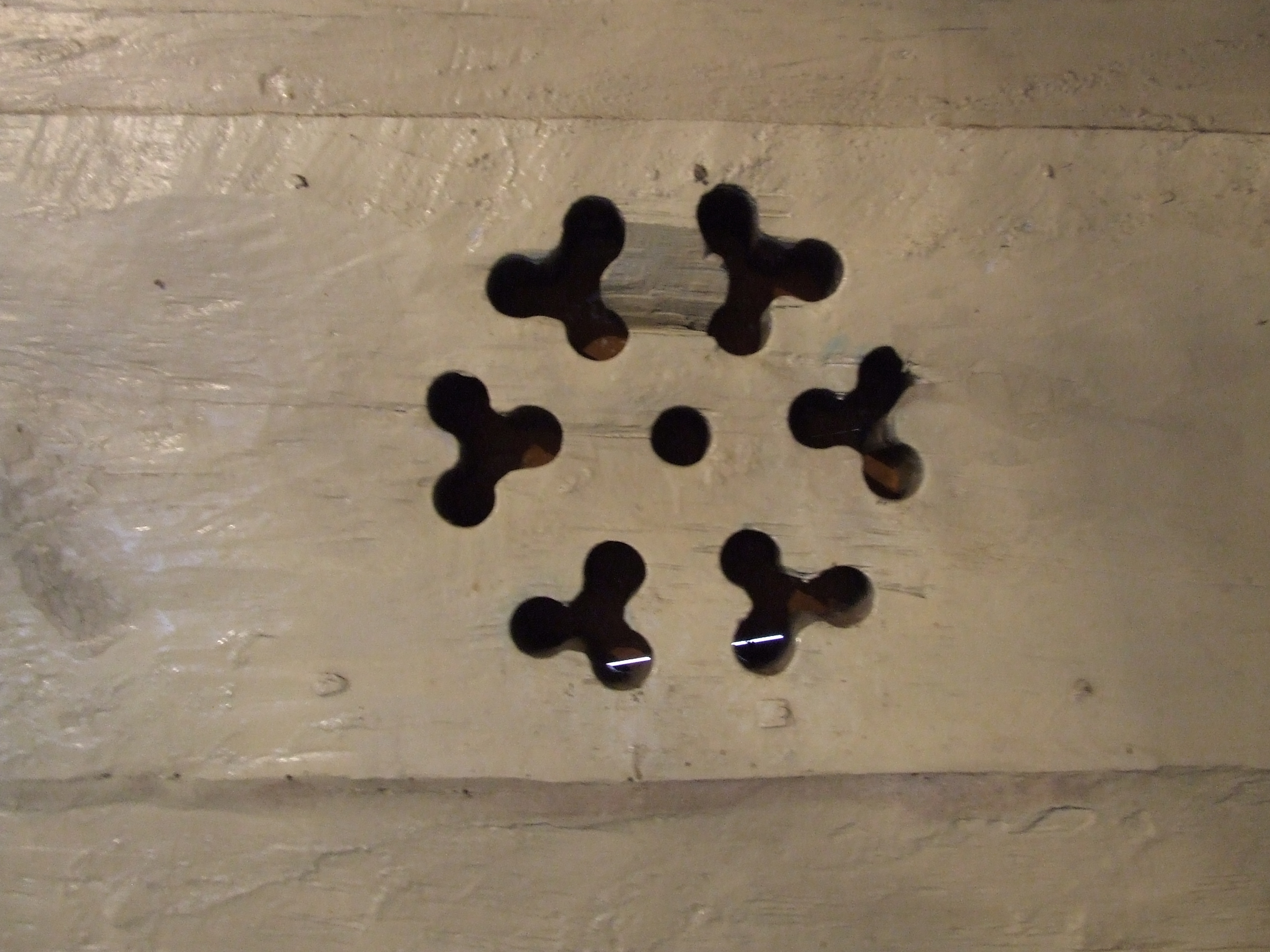
Luminător-aerisitor
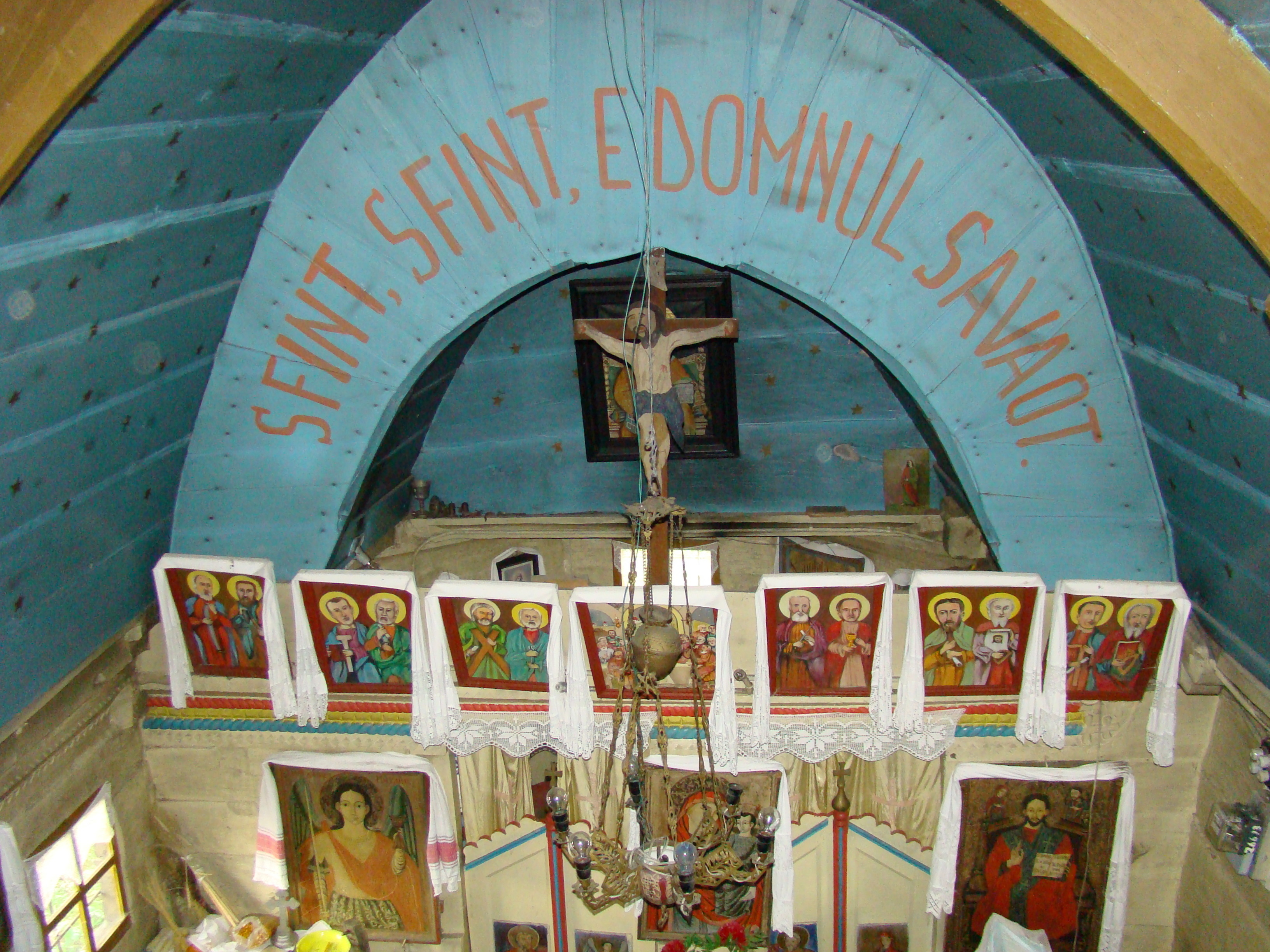
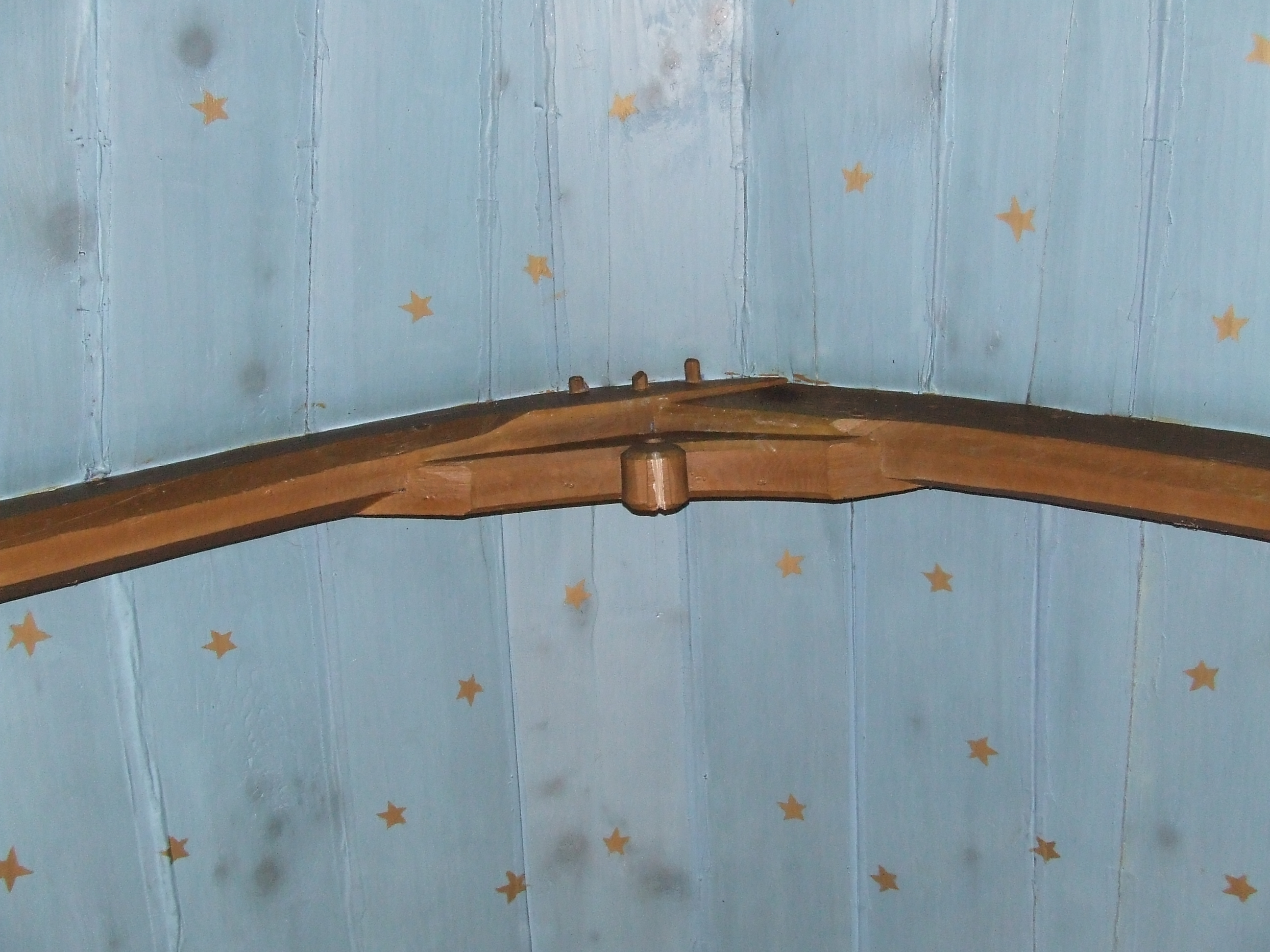
Îmbinare la arcul ce susţine bolta
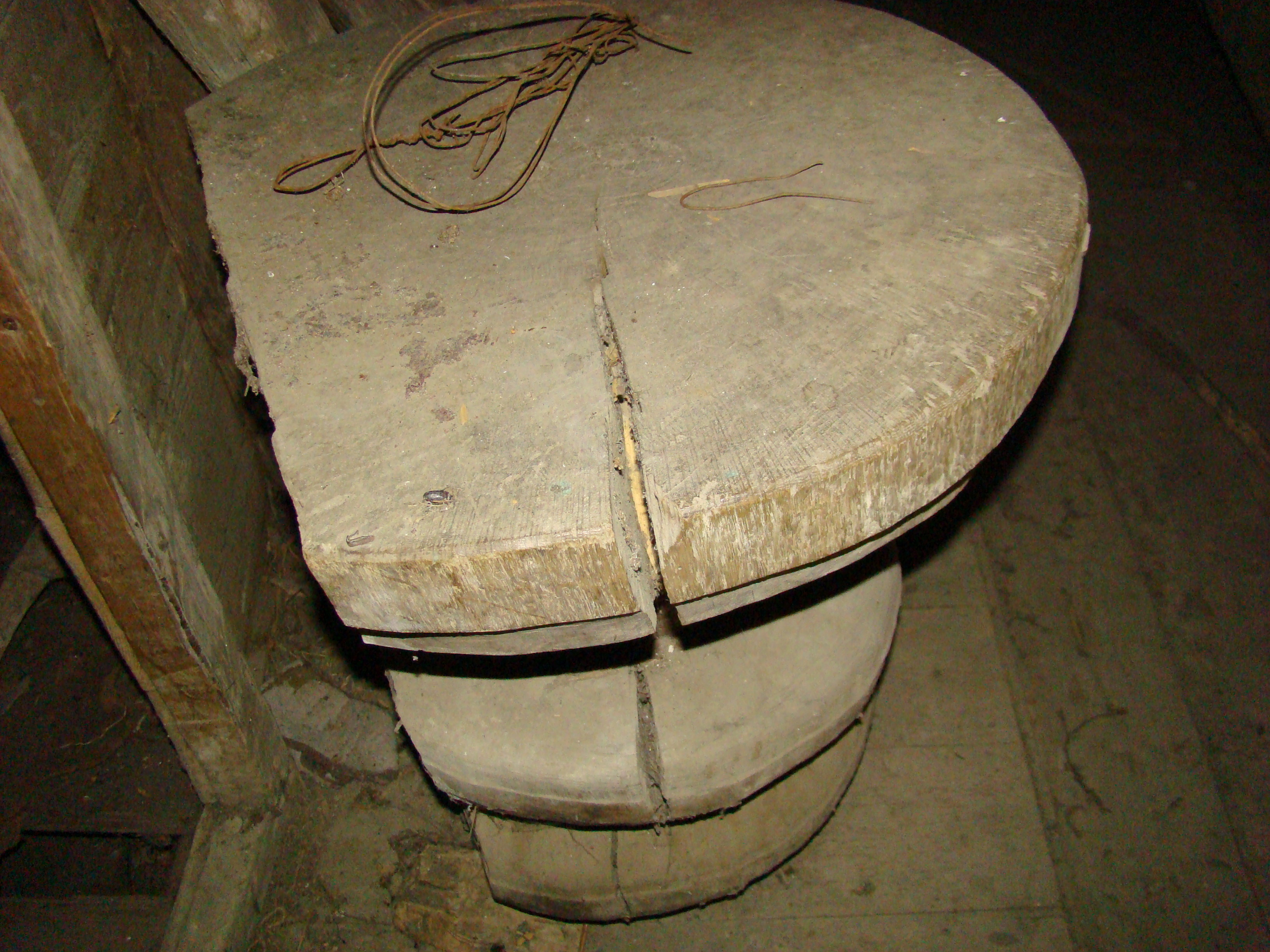
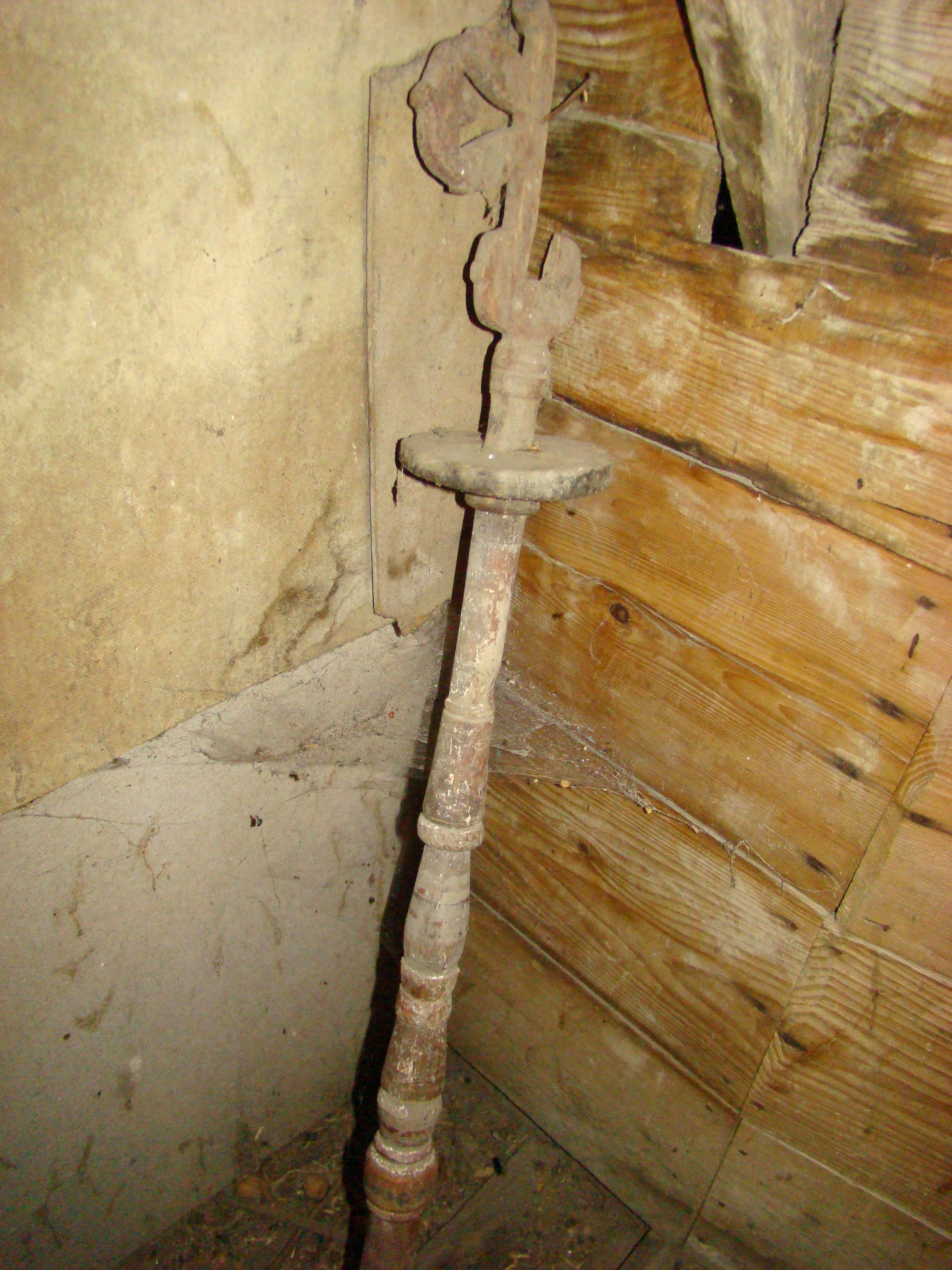
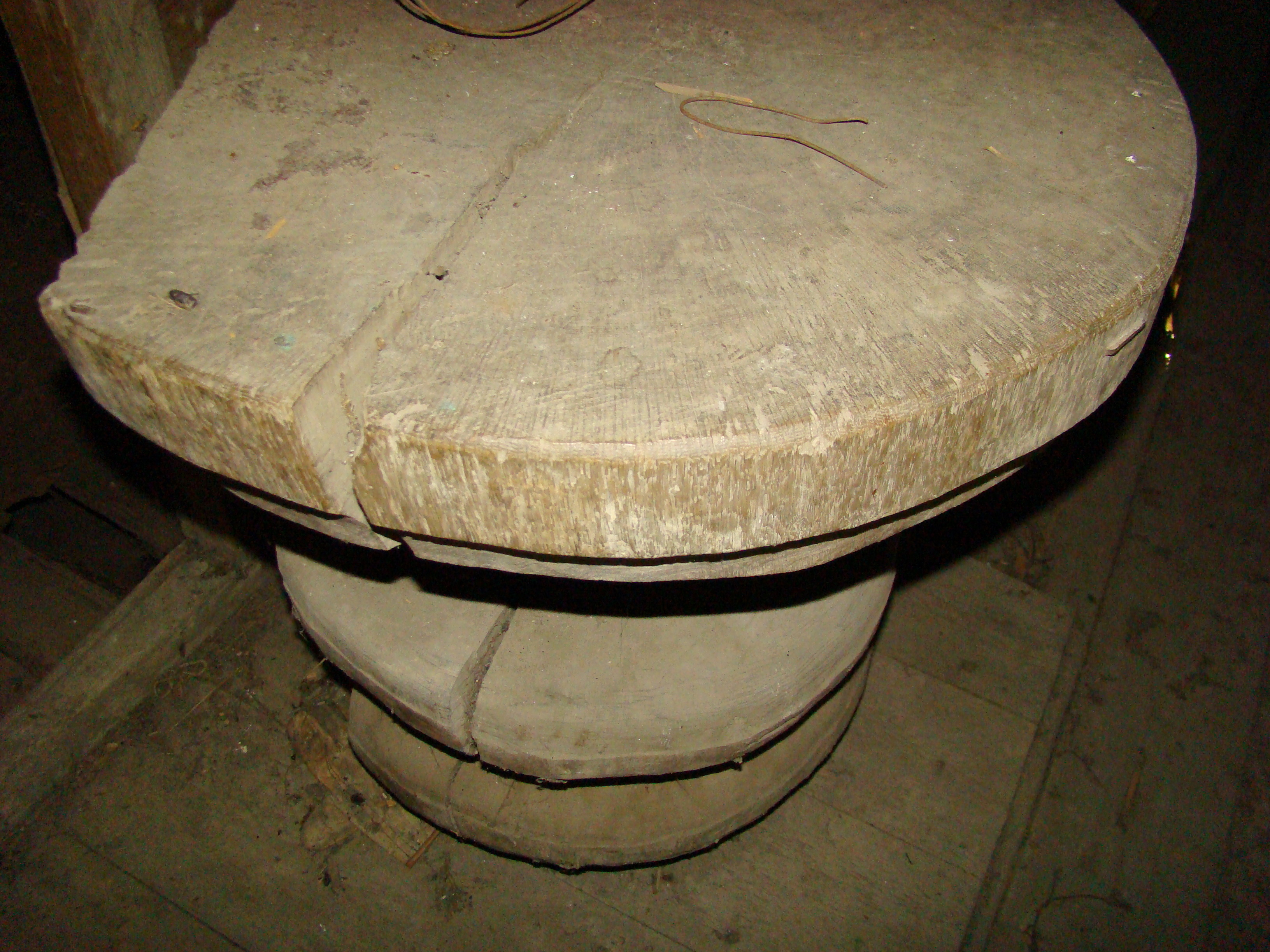
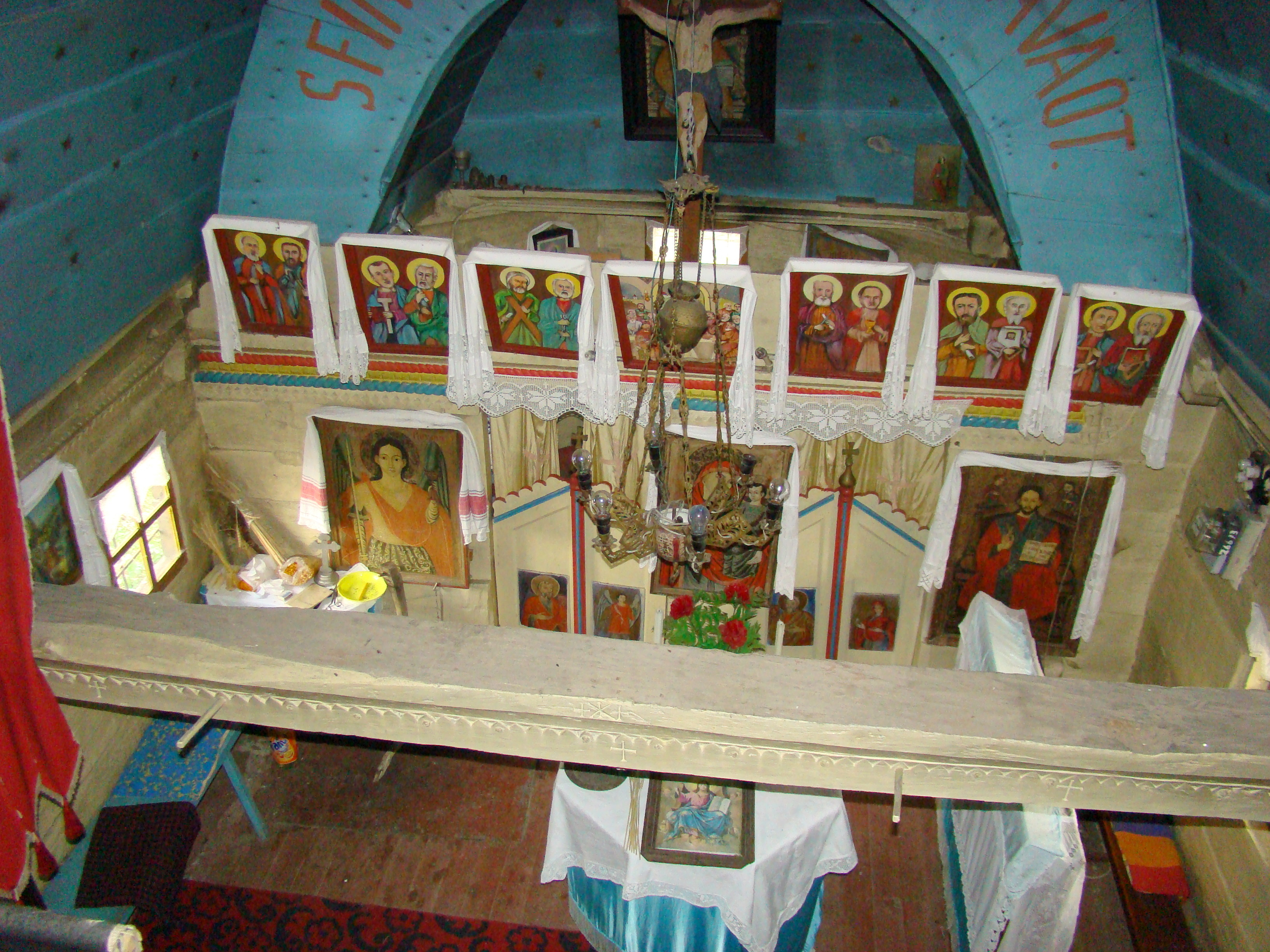
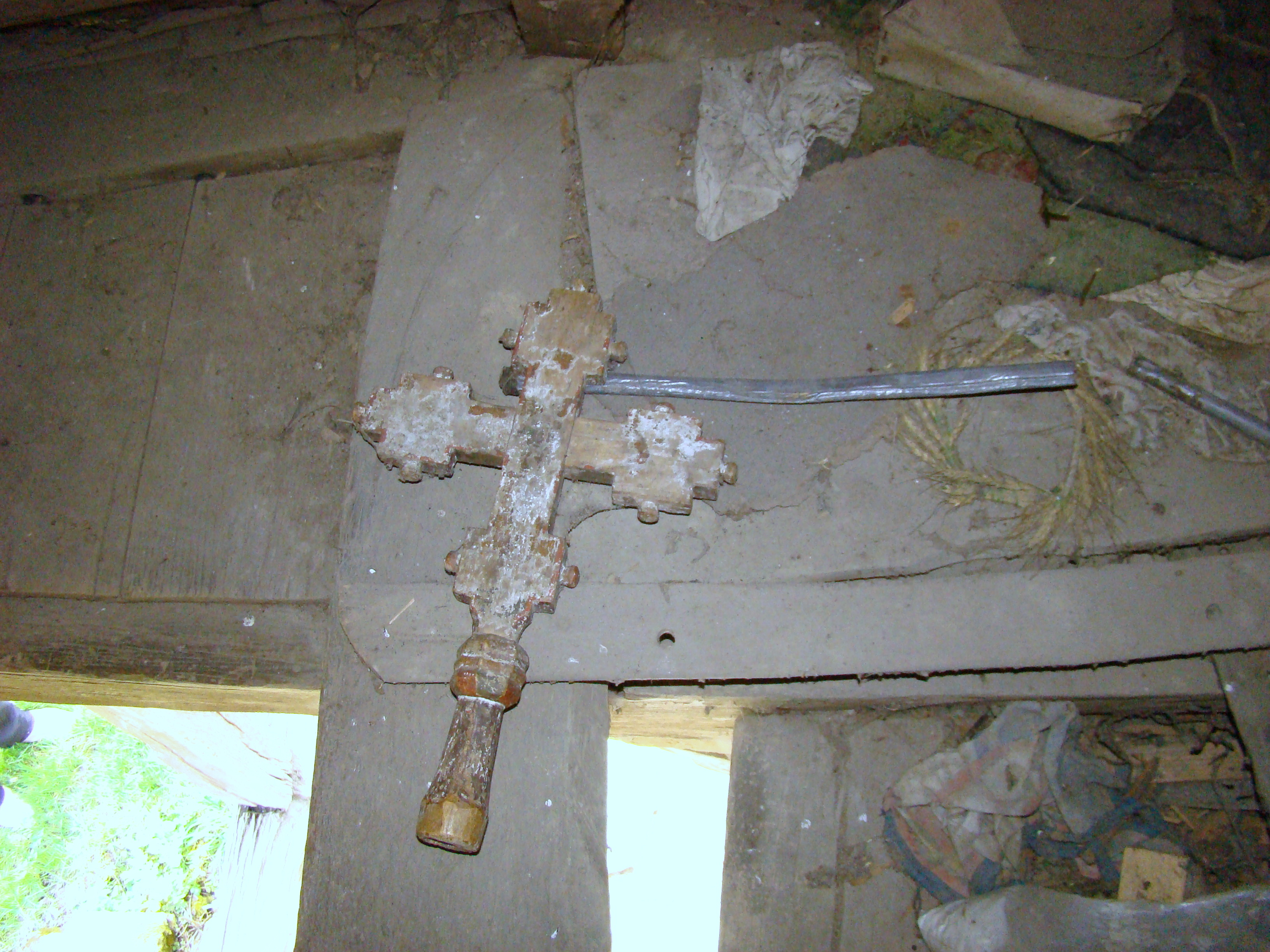
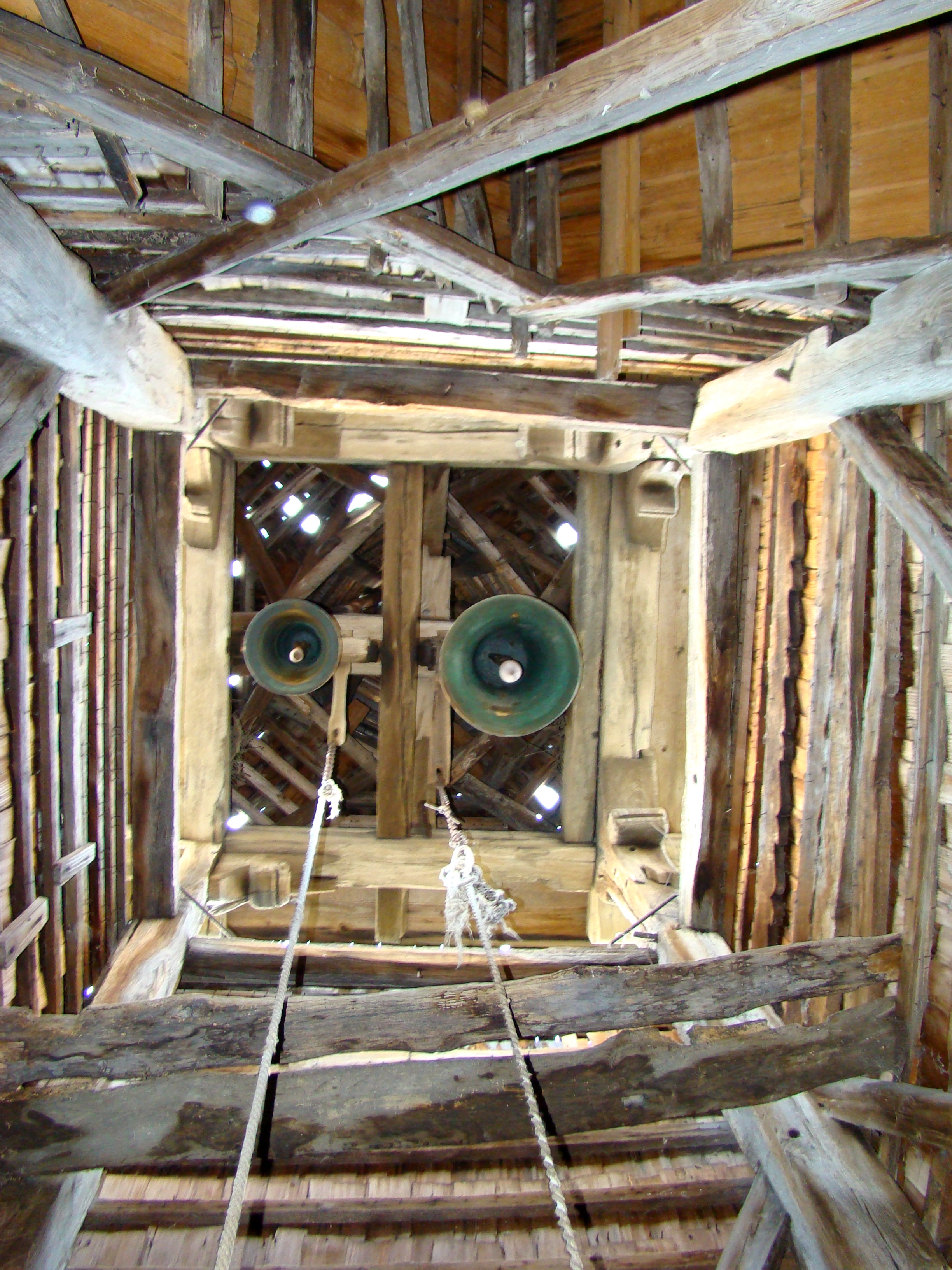